# 椋岡駅
椋岡駅（むくおかえき）は、かつて愛知県知多郡阿久比町椋岡にあった名古屋鉄道河和線の駅（廃駅）である。

## 歴史
1983年（昭和58年）に北へ徒歩で10分（600m）程度の場所に阿久比駅が開業した際、名鉄としては阿久比駅と統合という形で椋岡駅を廃止する予定であった。しかし地元の反対で廃止できなかったため、やむなく通勤・通学時間帯に限り列車を停車する形にして残すことになった。末期の1日の乗降客数は約200人。このような小さな無人駅だが、普通電車も通過する駅として鉄道ファンからの知名度は非常に高かった。また名鉄線で普通列車が通過する最後の駅であった。
2006年（平成18年）3月、各駅における駅集中管理システムの導入とトランパス対応への工事と併せて、乗降客数が300人以下の駅について廃駅を再度検討した結果、7月5日に中部運輸局に当駅の廃止申請が行われ、12月16日をもって廃止となった。廃止後は隣の阿久比駅が代替となる。

### 年表
- 1931年（昭和6年）4月1日 - 知多鉄道の駅として開業。
- 1943年（昭和18年）2月1日 - 知多鉄道が名古屋鉄道に合併。
- 1967年（昭和42年）9月1日 - 無人化[3]。
- 2006年（平成18年）12月16日 - 廃止[2][4]。

### 停車列車の変遷
特別通過実施当初は閑散時でも毎時1本程度の普通列車が停車していたが、末期には5 - 9時台と15 - 19時台のみしか停車列車が設定されず、他の時間帯には全く停車しなかった。一部の駅の発車案内板には「椋岡通過」という表示がされるとともに、自動放送では「なお　この普通は　椋岡には停まりませんので　ご注意ください。」とのアナウンスがあった。
| 下り（河和方面） | 時 | 上り（太田川方面） |
| --- | -- | ------------------ |
| | 5  |                    |
| 55半 | 6  | 02岩a ・ 37鵜b ・  |
| 19半 ・ | 7  | 17太 36各c         |
| 29河 ・ | 8  | 14各d 43太         |
| 17半 ・ ・ | 9  | ・ ・ 37岐 ・      |
| ・ 17半 ・ ・ | 10 | ・ ・ 36岐 ・      |
| ・ 17半 ・ | 11 | ・ ・ 36太         |
| 17半 ・ | 12 | ・ 36太            |
| 17半 ・ | 13 | ・ 36岐            |
| 17半 ・ | 14 | ・ 36岐            |
| 17半 ・ | 15 | ・ 36岐            |
| 17半 ・ | 16 | ・ 36佐e           |
| 17半 ・ | 17 | ・ 36佐e           |
| 17半 ・ | 18 | ・ 36佐e           |
| 17半 ・ | 19 | ・ 36佐e           |
| 17半 ・ | 20 | ・ 46岩            |
| 17半 ・ | 21 | ・ 46岩            |
| 17半 ・ | 22 | ・                 |
| 14半 52半 | 23 | 04太               |
| | 0  |                    |
| ・：椋岡通過の普通列車 [行先] 半：知多半田 河：河和 岩：岩倉 鵜：新鵜沼 太：太田川 各：犬山経由新岐阜 岐：新岐阜 佐：佐屋 [備考] a：神宮前から急行 b：太田川から急行、大同町・大江停車 c：太田川から急行、大江停車 d：太田川から急行 e：神宮前から準急 |    |                    |

| 下り（河和方面） | 時 | 上り（太田川方面） |
| --- | -- | ------------------ |
| | 5  | 59鵜a              |
| ・ 35半 | 6  | ・ 35岐b ・        |
| 03半 14半・ ・ ・ | 7  | 05各b 25金 45金b   |
| 02河 18半 ・ | 8  | 05金 20太 40金 ・  |
| ・ 20半 ・ ・ | 9  | 08金 ・ ・ ・      |
| ・ ・ ・ ・ | 10 | ・ ・ ・ ・        |
| ・ ・ ・ ・ | 11 | ・ ・ ・ ・        |
| ・ ・ ・ ・ | 12 | ・ ・ ・ ・        |
| ・ ・ ・ ・ | 13 | ・ ・ ・ ・        |
| ・ ・ ・ ・ | 14 | ・ ・ ・ ・        |
| ・ 26半 ・ ・ | 15 | ・ 23佐 ・ ・      |
| ・ 26半 ・ ・ | 16 | ・ 24佐 ・ ・      |
| ・ 26半 ・ ・ | 17 | ・ 24佐 ・ ・      |
| ・ 26半 ・ ・ | 18 | ・ 24佐 ・ ・      |
| ・ 26半 ・ ・ | 19 | 24佐 ・            |
| ・ ・ ・ ・ | 20 | ・ ・              |
| ・ ・ ・ ・ | 21 | ・ ・              |
| ・ ・ ・ ・ | 22 | ・ ・              |
| ・ ・ | 23 |                    |
| ・ | 0  |                    |
| ・：椋岡通過の普通列車 [行先] 半：知多半田 河：河和 鵜：新鵜沼 岐：名鉄岐阜 各：犬山経由名鉄岐阜 金：金山 太：太田川 佐：佐屋 [備考] a：太田川から急行、神宮前から普通 b：太田川から快速急行 |    |                    |

## 駅構造
ホームは相対式2面2線の地上駅であった。ホームの長さは電車4両分しかなく、6両編成の電車は2両がはみ出して停車する形であった。駅集中管理システム未導入の完全な無人駅であり、かつ駅舎もないため、直接ホームに入る形になっていた。

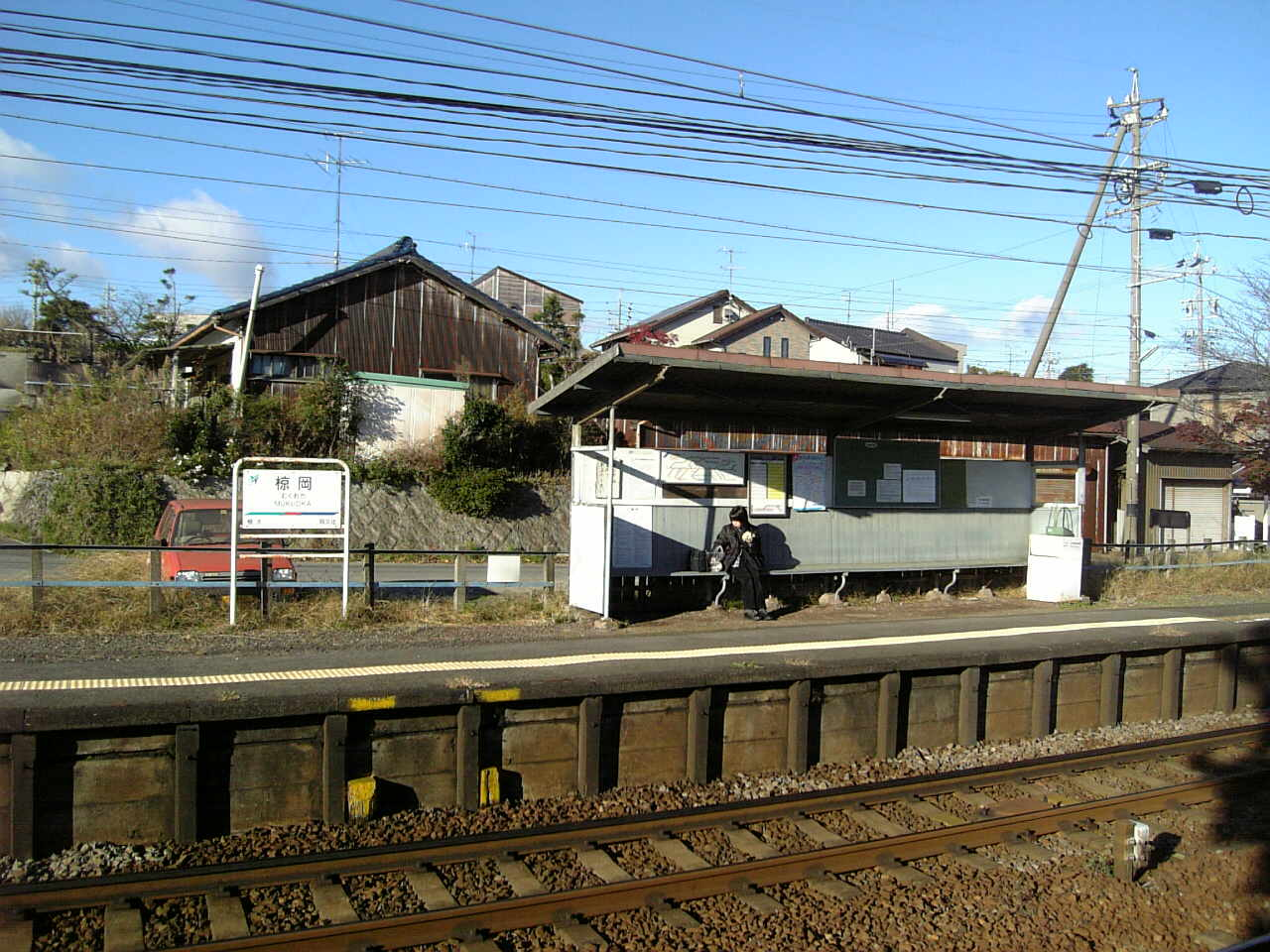
上り線待合所
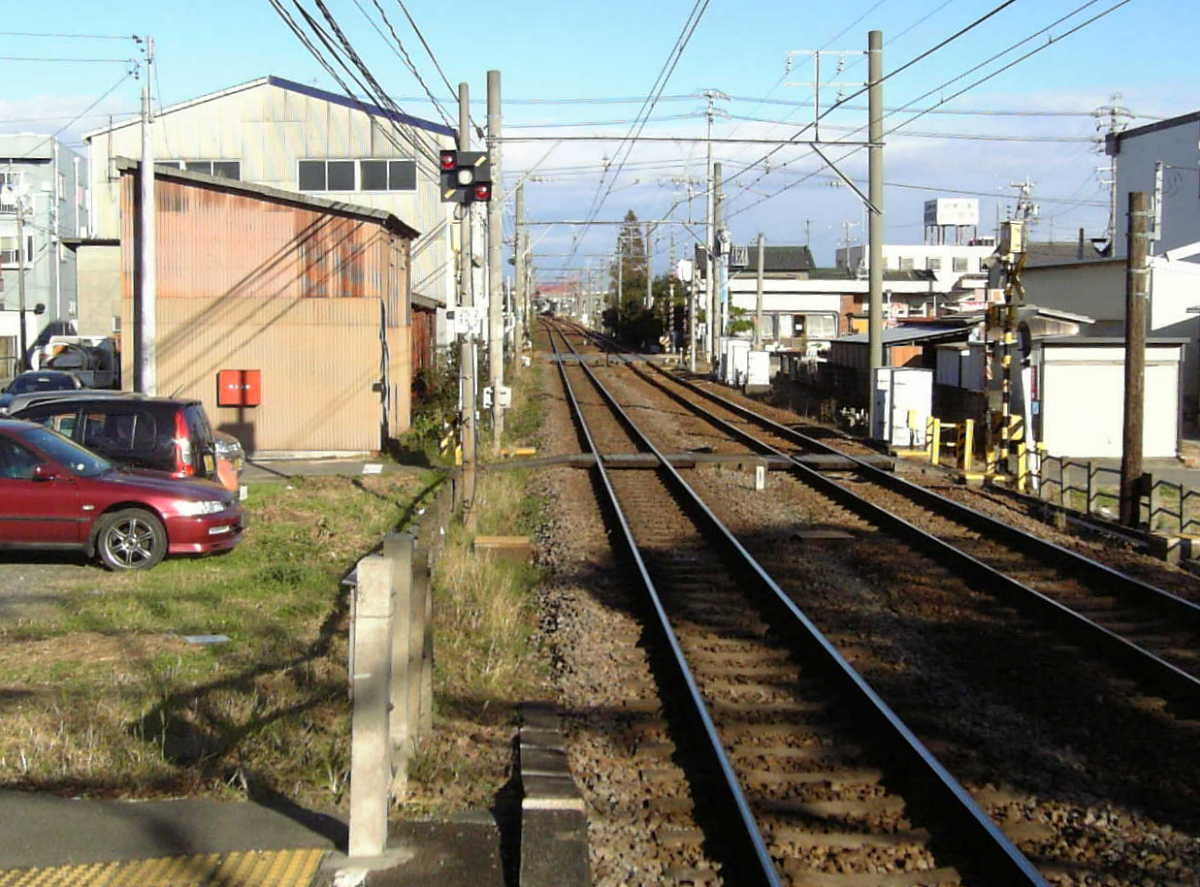
駅ホームより阿久比駅を望む
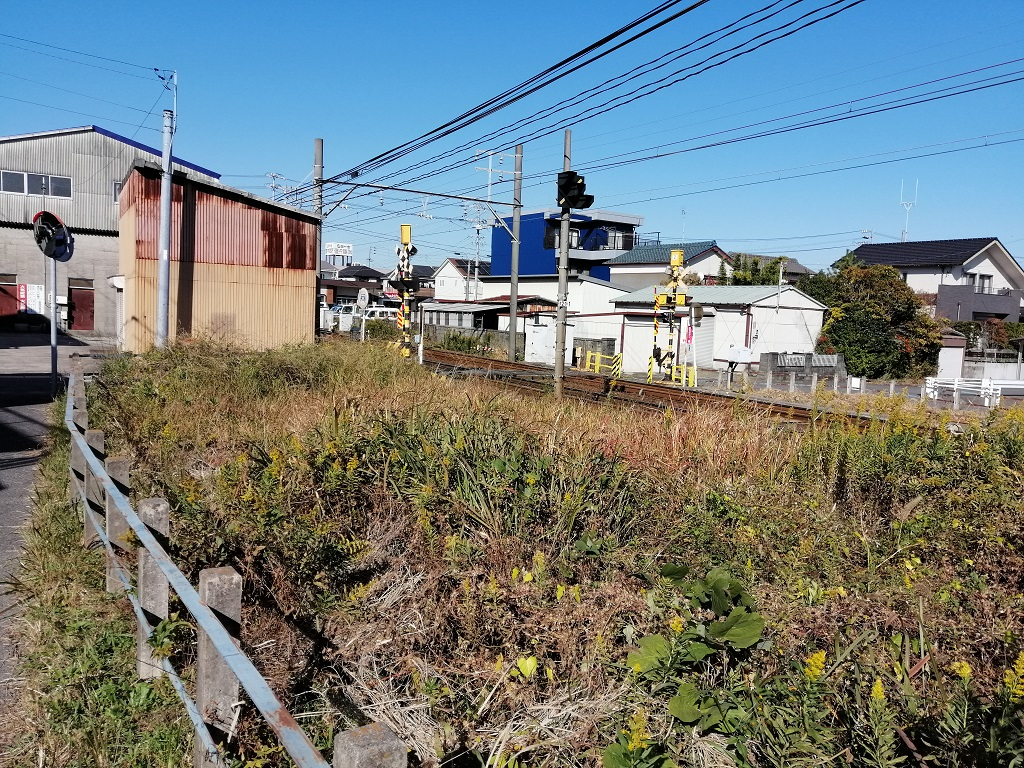
椋岡駅跡地（2020年）

### 配線図
| ← 太田川・ 名古屋方面                                  | 椋岡駅 構内配線略図 | → 知多半田・ 河和方面 |
| 凡例 出典: ※案内上ののりば番号は設定されていなかった。 |                     |                       |

## 利用状況
- 『名古屋鉄道百年史』によると1992年度当時の1日平均乗降人員は359人であり、この値は岐阜市内線均一運賃区間内各駅（岐阜市内線・田神線・美濃町線徹明町駅 - 琴塚駅間）を除く名鉄全駅（342駅）中292位、河和線・知多新線（26駅）中23位であった[1]。

## 隣の駅
名古屋鉄道
■河和線
■特急・□快速急行・■急行
通過
■普通（ラッシュ時の一部列車のみ停車）
阿久比駅 - 椋岡駅 - 植大駅